# Nykils socken
Nykils socken i Östergötland ingick i Valkebo härad, ingår sedan 1971 i Linköpings kommun och motsvarar från 2016 Nykils distrikt.
Socknens areal är 126,2 kvadratkilometer, varav 121,39 land. År 2000 fanns här 1 197 invånare. Tätorten Nykil med sockenkyrkan Nykils kyrka ligger i socknen. 

## Administrativ historik
Nykils socken bildades under medeltiden som en utbrytning ur Gammalkils socken. 9 januari 1736 utbröts delar av socknen till den då nybildade Ulrika socken.
Vid kommunreformen 1862 övergick socknens ansvar för de kyrkliga frågorna till Nykils församling och för de borgerliga frågorna till Nykils landskommun. Landskommunen inkorporerades 1952 i Södra Valkebo landskommun och ingår sedan 1971 i Linköpings kommun. Församlingen uppgick 2010 i Nykil-Gammalkils församling.
1 januari 2016 inrättades distriktet Nykil, med samma omfattning som församlingen hade 1999/2000.  
Socknen har tillhört samma fögderier och domsagor som Valkebo härad.  De indelta soldaterna tillhörde  Första livgrenadjärregementet, Stångebro och Kinds kompanier och Andra livgrenadjärregementet, Vifolka kompani.

## Geografi
Nykils socken ligger söder om Linköping kring sjön Bjärsen och med sjön Drögen i sydost. Socknen har slättbygd i norr och är en kuperad skogsbygd i söder.

## Fornlämningar
Kända från socknen är en hällkista samt stensättningar, stensträngar och två små gravfält från järnåldern.

## Namnet
Namnet (1346, Nyakyl) erinrar att socknen är en utbrytning ur Kils socken (Gammalkils socken).

### Fotnoter
1. 1 2  Svensk Uppslagsbok andra upplagan 1947–1955: Nykil socken
2. 1 2  Harlén, Hans; Harlén Eivy (2003). Sverige från A till Ö: geografisk-historisk uppslagsbok. Stockholm: Kommentus. Libris 9337075. ISBN 91-7345-139-8
3. ↑  Kyrkoarkivet för  Nykils socken – Nationella arkivdatabasen, Riksarkivet
4. ↑  ”Församlingar”. Statistiska centralbyrån. https://www.scb.se/hitta-statistik/regional-statistik-och-kartor/regionala-indelningar/forsamlingar/. Läst 30 december 2022.
5. ↑  Administrativ historik för Nykil socken (Klicka på församlingsposten). Källa: Nationella arkivdatabasen, Riksarkivet.
6. 1 2  Sjögren, Otto (1931). Sverige geografisk beskrivning del 2 Östergötlands, Jönköpings, Kronobergs, Kalmar och Gotlands län. Stockholm: Wahlström & Widstrand. Libris 9939
7. 1 2  Nationalencyklopedin
8. ↑  Fornlämningar, Statens historiska museum: Nykils socken
9. ↑  Fornminnesregistret, Riksantikvarieämbetet: Nykils socken Fornminnen i socknen erhålls på kartan genom att skriva in sockennamn (utan "socken") i "Ange geografiskt område"
10. ↑  Mats Wahlberg, red (2003). Svenskt ortnamnslexikon. Uppsala: Institutet för språk och folkminnen. Libris 8998039. ISBN 91-7229-020-X. https://isof.diva-portal.org/smash/get/diva2:1175717/FULLTEXT02.pdf